# 春日村 (三重県)
春日村（かすがむら）は三重県阿山郡にあった村。現在の伊賀市の北東部、関西本線・新堂駅の周辺にあたる。

## 地理
- 河川：柘植川、滝川

## 歴史
- 1955年（昭和30年）1月1日 - 西柘植村・壬生野村が合併して発足。大字新堂に村役場を設置。
- 1959年（昭和34年）3月20日 - 柘植町と合併して伊賀町が発足。同日春日村廃止。

## 交通

### 鉄道路線
- 日本国有鉄道
  - 関西本線
    - 新堂駅

### 道路
- 二級国道163号大阪四日市線